# رئوس مطالب مکزیک
طرح زیر به عنوان یک مرور کلی و راهنمای موضعی مکزیک ارائه شده‌است:
ایالات متحده مکزیک، که معمولاً با نام مکزیک شناخته می‌شود، جمهوری مشروطه فدرال است که در آمریکای شمالی واقع شده‌است. مکزیک از شمال به ایالات متحده آمریکا محدود می‌شود. در جنوب و غرب توسط اقیانوس آرام شمالی؛ در جنوب شرقی گواتمالا، بلیز و دریای کارائیب؛ و در شرق توسط خلیج مکزیک محدود شده‌است.

## جغرافیای مکزیک
جغرافیای مکزیک

نقشه توپوگرافی مکزیک با قابلیت افزایش.

- مکزیک: یک کشور دارای کشورهای دارای تنوع زیستی فراوان
- محل:
  - نیمکره شمالی، نیمکره غربی
    - قاره آمریکا
      - آمریکای شمالی
        - آمریکای میانه

  - مناطق زمانی:
    - منطقه زمانی ۱ -UTC-06، تابستان UTC-05
    - منطقه زمانی ۲ -UTC-07، تابستان UTC-06
    - منطقه زمانی ۳ -UTC-08، تابستان UTC-07

  - نقاط شدید مکزیک
    - بالاترین نقطه: اوریزابا ۵٬۶۳۶ متر (۱۸٬۴۹۱ فوت)
    - پست‌ترین نقطه: لاگونا سالادا −۱۰ متر (−۳۳ فوت)

  - مرزهای زمین: ۴٬۳۵۳ کیلومتر

 ایالات متحده آمریکا  ایالات متحده آمریکا ۳،۱۴۱ کیلومتر
 گواتمالا  گواتمالا ۹۶۲ کیلومتر
 بلیز  بلیز ۲۵۰ کیلومتر
- خط ساحلی: ۹٬۳۳۰ کیلومتر

- جمعیت مکزیک: ۱۰۶٬۶۸۲٬۵۰۰ نفر (برآورد اواسط سال ۲۰۰۸) - یازدهمین کشور پرجمعیت
- مساحت مکزیک: ۱٬۹۷۲٬۵۵۰ کیلومتر مربع (۷۶۱٬۶۱۰ مایل مربع) - پانزدهمین کشور بزرگ
- اطلس مکزیک

### محیط زیست مکزیک

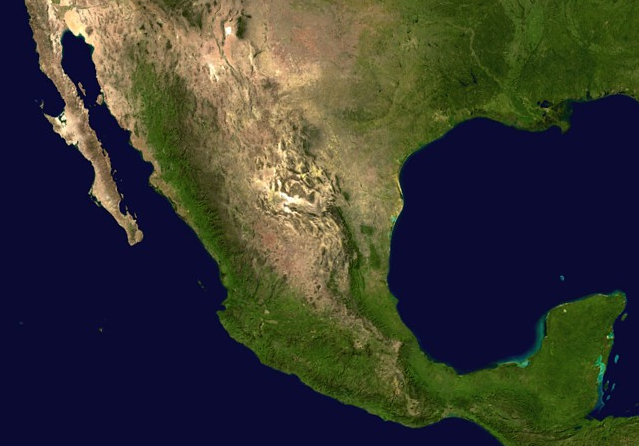
تصویر ماهواره ای قابل افزایش از مکزیک

- آب و هوای مکزیک
- مسائل زیست‌محیطی در مکزیک
- ساختمان سبز در مکزیک
- مناطق منطقه ای در مکزیک
- انرژی‌های تجدیدپذیر در مکزیک
- زمین‌شناسی مکزیک
- پارکهای ملی مکزیک
- مناطق حفاظت شده مکزیک
- حیات وحش مکزیک
  - جانوران مکزیک
    - پرندگان مکزیک
    - پستانداران مکزیک

## حکومت و سیاست مکزیک

#### عضویت در سازمان بین‌المللی
ایالات متحده مکزیک عضو:
| - اتحادیه لاتین - آژانس بین‌المللی انرژی اتمی (IAEA) - آژانس چندجانبه تضمین سرمایه‌گذاری (MIGA) - آنکتاد (UNCTAD) - اتاق بازرگانی بین‌المللی (ICC) - اتحادیه بین‌المجالس (IPU) - اتحادیه بین‌المللی مخابرات (ITU) - اتحادیه جهانی پست (UPU) - اتحادیه کشورهای آمریکای جنوبی (CSN) (observer) - اتحادیه کشورهای آمریکای جنوبی (UNASUR) (observer) - انجمن ادغام آمریکای لاتین (LAIA) - انجمن توسعه بین‌الملل (IDA) - اوپانال (OPANAL) - بانک اروپایی بازسازی و توسعه (EBRD) - بانک بین‌المللی بازسازی و توسعه (IBRD) - بانک تسویه حساب‌های بین‌المللی (BIS) - پلیس بین‌الملل (Interpol) - جامعه آند (CAN) (observer) - جامعه و بازار مشترک کارائیب (Caricom) (observer) - جنبش عدم تعهد (NAM) (observer) - دیوان دائمی داوری (PCA) - دیوان کیفری بین‌المللی (ICCt) - سازمان آب‌نگاری بین‌المللی (IHO) - سازمان بین‌المللی ارتباطات ماهواره‌ای (ITSO) - سازمان بین‌المللی استانداردسازی (ISO) - سازمان بین‌المللی دریانوردی (IMO) - سازمان بین‌المللی کار (ILO) - سازمان بین‌المللی ماهواره‌های تلفنی (IMSO) - سازمان بین‌المللی مهاجرت (IOM) - سازمان بین‌المللی هوانوردی کشوری (ICAO) - سازمان تجارت جهانی (WTO) - سازمان توسعه صنعتی ملل متحد (UNIDO) - سازمان جهانی بهداشت (WHO) - سازمان جهانی گردشگری (UNWTO) - سازمان جهانی گمرک (WCO) - سازمان جهانی مالکیت فکری (WIPO) - سازمان جهانی هواشناسی (WMO) - سازمان کشورهای آمریکایی (OAS) - سازمان ملل متحد (UN) - سازمان منع سلاح‌های شیمیایی (OPCW) - سازمان همکاری و توسعه اقتصادی (OECD) - سازمان همکاری‌های اقتصادی آسیا–پاسفیک (APEC) - شرکت مالی بین‌المللی (IFC) - شورای اروپا (CE) (observer) - صندوق بین‌المللی پول (IMF) - صندوق بین‌المللی توسعه کشاورزی (IFAD) - فائو (FAO) - فدراسیون بین‌المللی جمعیت‌های هلال احمر و صلیب سرخ (IFRCS) - قرارداد تجارت آزاد آمریکای شمالی (NAFTA) - کمیته بین‌المللی المپیک (IOC) - کمیساریای عالی سازمان ملل متحد برای پناهندگان (UNHCR) - گروه ۲۰ (G20) - گروه ۲۴ (G24) - گروه پانزده (G15) - نظام همگرایی آمریکای مرکزی (SICA) (observer) - نهضت بین‌المللی صلیب سرخ و هلال احمر (ICRM) - یونسکو (UNESCO) |

## فرهنگ مکزیک
فرهنگ مکزیک
- معماری مکزیک
- غذاهای مکزیک
- جشنواره‌ها در مکزیک
- صنایع دستی مکزیک و هنرهای عامیانه
- مراقبت‌های بهداشتی در مکزیک
- زبانهای مکزیک
- رسانه‌ها در مکزیک
- نمادهای ملی مکزیک
  - نشان ملی مکزیک
  - پرچم مکزیک
  - سرود ملی مکزیک
- فحشا در مکزیک
- تعطیلات رسمی در مکزیک
- سوابق مکزیک
- دین در مکزیک
  - بودیسم در مکزیک
  - مسیحیت در مکزیک
  - هندوئیسم در مکزیک
  - اسلام در مکزیک
  - یهودیت در مکزیک
  - مذهب سیک در مکزیک
- میراث جهانی مکزیک

### هنر در مکزیک
- هنر مکزیکی
- سینمای مکزیک
- ادبیات مکزیک
- موسیقی مکزیک
  - لیست هنرمندان و گروه‌های موسیقی از مکزیک
  - لیست آهنگسازان مکزیکی موسیقی کلاسیک
- تلویزیون در مکزیک
- تئاتر در مکزیک

### ورزش در مکزیک
ورزش در مکزیک
- فوتبال در مکزیک